# TACIS
Програма TACIS (Tacis Programme, абревіатура від англ. Technical Assistance to the Commonwealth of Independent States — «Технічна допомога для СНД») — програма Європейського Союзу на допомогу новим незалежним державам Східної Європи і Центральної Азії (колишні республіки Радянського Союзу, крім країн Балтії) в перехідний період.
Розпочалася 1991 року; до 2003 року включала і Монголію. Сприяє передаванню знань і умінь; фінансує різноманітні проєкти з надання консультативної допомоги, професійної виучки, допомоги у створення правової та нормативної бази, налагодження партнерських стосунків, створення нових і реорганізації наявних інститутів. Програма «ТАСІС» фінансує проєкти в різних сферах, а саме: інституційна, правова і адміністративна реформа; розвиток приватного сектора і підтримка економічного розвитку; пом'якшення соціальних наслідків перехідного періоду; охорона довкілля та керування природними ресурсами; розвиток села та ядерна безпека.